# باورمندان کهن

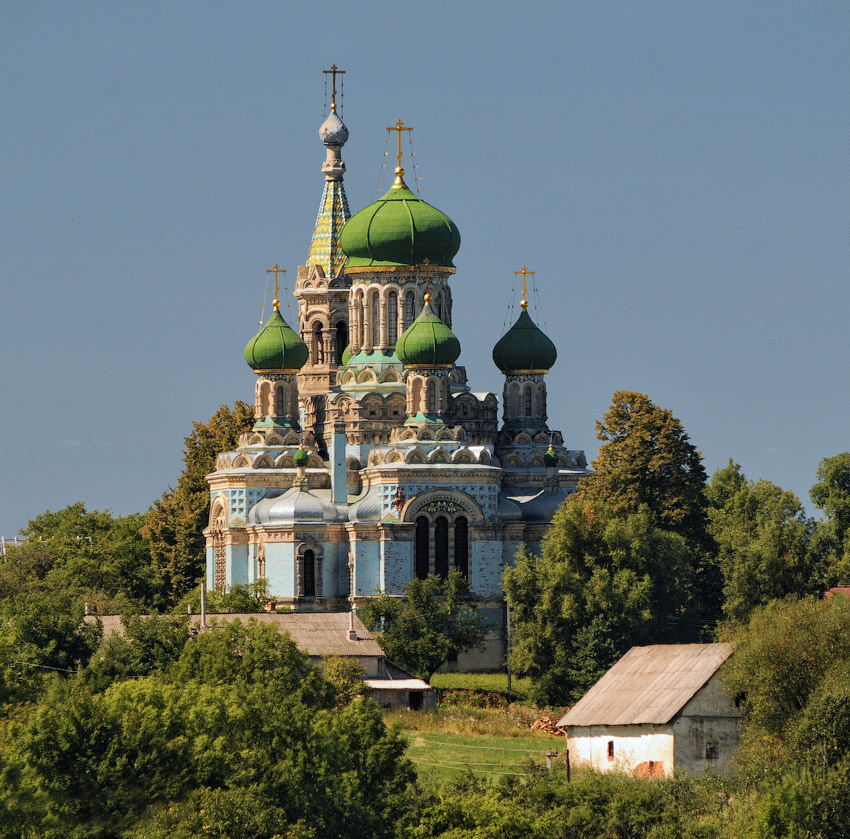
یک کلیسای جامع باورمندان کهن در استان چرنیوتسی اوکراین

باورمندان کهن (به روسی: старове́ры یا старообря́дцы) یا مؤمنان قدیم، مسیحیان ارتدکسی هستند که آیین و نیایش‌سرایی کلیسای ارتدکس شرقی را پیش از ایجاد اصلاحات پاتریارک نیکون مسکو (بین سال‌های ۱۶۵۲ و ۱۶۶۶) حفظ کرده‌اند و هنوز به آیین جدید در نیامده‌اند. بنیاد این مذهب مسیحیت در سال‌های ۱۶۶۶–۶۷ میلادی در یک شورای کلیسایی با مخالفت در برابر اسکان تقوای جدید روسی به جای شکل‌های هم‌عصر یونانی با تقسیمی در اروپای شرقی بین مؤمنان قدیمی و کسانی که از کلیسای حکومتی جدید پیروی می‌کردند، ایجاد شد. روسی‌زبان‌ها از عبارت راسکول برای این جدایی استفاده می‌کنند که به معنای انشقاق و جدایی است.

## ویژگی‌ها
تفاوت‌های زیادی بین باورمندان کهن و ارتدکس‌های جدید در خواندن و تفسیر کتاب مقدس، انجام اعمال کلیسا و سایر مناسک و همچنین زندگی روزمره وجود دارد. باورمندان کهن نیز یک گروه ناهمگن هستند اما به‌طور کلی این تفاوت‌ها بین مؤمنان جدید و قدیمی وجود دارد:
- غسل تعمید: نیکون در جریان اصلاحات در کلیسا، تعمید دو انگشت را مطابق عرف قدیمی ممنوع اعلام کرد و برای یک روش جدید تعمید به همه دستور داد که علامت سه‌تایی صلیب را انجام دهند ولی مؤمنان قدیم هنوز آن را نپذیرفته‌اند.
- شکل صلیب: مؤمنان قدیم هنوز شکل پیش از اصلاح صلیب ارتدکس را به رسمیت می‌شناسند. این شکل هشت انتها دارد به صورتی که دو ضربدر کوچک به صلیب معمول اضافه می‌شوند که در بالا مستقیم است و در زیر مایل.
- دعاها: در دعاهای مؤمنان جدید و قدیم اختلافات زیادی وجود دارد. یکی از مورخان حداقل ۶۲ اختلاف در دعا را به حساب آورده‌است.
- پوشش: موی زنان کاملاً در روسری است که با یک سنجاق در زیر چانه بسته شده‌است. هیچ لباس روشن و رنگی مجاز نیست. لباس ضروری مردان پیراهن‌های قدیمی روس با کمربند است که بدن را به دو قسمت پایین (کثیف) و فوقانی (معنوی) تقسیم می‌کند. همچنین برای مردان بافتن ریش و پوشیدن کراوات ممنوع است.
- الکل و دخانیات: نوشیدن الکل و مصرف دخانیات مطلقاً ممنوع است. هرچند بعضی از مؤمنان قدیمی مجاز به گرفتن سه لیوان الکل برای تعطیلات بزرگ هستند.